# 불정역
불정역(佛井驛)은 경상북도 문경시 불정동 418번지에 위치한 문경선의 폐지된 철도역이다. 1993년 9월 1일 영업을 완전히 중지하였다.

## 개요
역사는 인근 강의 돌을 이용하여 외벽을 쌓아 올렸고, 간이역 중에서 이런 외관을 가진 역사는 불정역이 유일하다. 한때 철거 위기에까지 처했으나 역사의 희소성을 인정받아 등록문화재로 지정되었다. 이후 문경시에서 불정역 주변을 관광지로 꾸밀 계획을 세우고, 2008년 역사 내부 전면 리모델링 공사를 진행하였다. 2008년 12월 2일 한국철도공사 1000호대 전동차 1091호와 무궁화호 놀이방 객차를 개조한 열차 펜션이 영업을 시작하였으나 2015년대 중반 중단되었다. 2017년 9월 역사를 활용하여 문경 아라리오 인형오페라하우스가 개관하였다.

## 역명 유래
1650년경에 전주 이씨가 이곳에 이주하여 개척한 마을로서 운암사(雲岩寺)가 있는 절골의 부처샘에서 맑고 깨끗한 물이 이 마을로 흐른다고 하여 부처샘이라고 불러오다가 행정구역 확정 때 한자로 불정(佛井)이라 동명을 개칭한데서 비롯되었다.

## 구 역사
구 불정역은 문경선 역사로 1954년 11월 10일 보통역으로 영업을 개시하였고 역사건립은 1955년 9월 15일 준공되었다. 2007년 4월 30일 대한민국의 국가등록문화재 제326호로 지정되었다.

## 연혁
- 1954년 11월 10일 : 보통역으로 영업 개시[2]
- 1955년 9월 15일 : 역사 신축 준공
- 1993년 9월 1일 : 폐역[3]
- 2007년 4월 30일 : 등록문화재(제326호)로 지정
- 2008년 12월 2일 : 열차 펜션 준공 (1x91편성)